# Judgment Night (Soundtrack)
Judgment Night ist der Soundtrack zu dem Spielfilm Judgment Night – Zum Töten verurteilt aus dem Jahr 1993. Der Soundtrack erschien am 14. September 1993 über Immortal Records und gilt als wegweisend für das Genre des Rap Metals.

## Entstehung

### Idee
Der Soundtrack basiert auf einer Idee des Musikmanagers Happy Walters, der seit Anfang der 1990er Jahre von Los Angeles aus diverse Rapkünstler wie Cypress Hill, House of Pain oder den Wu-Tang Clan betreut. Nachdem Everlast von der Band House of Pain eine Nebenrolle in dem Film Judgment Night erhalten hatte, kontaktierte Walters die Filmproduzenten und unterbreitete seine Idee, für den Film einen Soundtrack zu erstellen. Dabei sollte jeweils eine Rock- und eine Rapband kollaborieren. Gegenüber dem Magazin Billboard erklärte Walter Jahre später, dass er einfach gemerkt hat, dass „viele Alternative-Künstler den HipHop schätzen und viele HipHop-Künstler Alternative mögen“. Für ihn „lag es auf der Hand, etwas zu tun, das die beiden zusammenbringt“.
Kollaborationen zwischen Musikern aus beiden Lagern waren zum damaligen Zeitpunkt nichts Neues. Bands wie die Beastie Boys verknüpften beide Genres bereits seit Anfang der 1980er Jahre. Weitere erfolgreiche Zusammenarbeiten folgten mit dem Lied Walk This Way von Aerosmith und Run-D.M.C. aus dem Jahre 1986 oder Bring the Noise von Anthrax und Public Enemy aus dem Jahre 1991. Hip-Hop-Künstler wie Ice-T sampleten Gitarrenriffs von Black Sabbath oder Slayer während sich Tone Lōc bei Van Halen und Kiss bediente. Auch Rockbands wie Faith No More, die Red Hot Chili Peppers oder Living Colour experimentierten mit Rapgesang. 1992 erschienen noch die wegweisenden Debütalben von Rage Against the Machine und Body Count.

### Aufnahmen
Das erste Lied Just Another Victim ist musikalisch zweigeteilt und beginnt als Helmet-typischer Noise-Rock, der in der zweiten Hälfte zu einem Hip-Hop-Lied wird. Teenage Fanclub und De La Souls Zusammenarbeit Fallin’ basiert auf dem Lied Free Fallin’ von Tom Petty. Biohazard und Onyx hatte bereits zuvor zusammengearbeitet. Ihr Beitrag für den Soundtrack entstand gemeinsam im Proberaum und wurde von Jam Master Jay produziert. Zunächst wollten Biohazard Gitarrenriffs über Beats von Onyx schreiben, was nicht funktionierte. Schließlich waren es Onyx, die den Produzenten überredeten, einen Rocksong mit Rapgesang aufzunehmen. Slayer und Ice-T spielen für ihren Beitrag Disorder ein Medley aus drei Liedern der schottischen Band The Exploited ein. Unter den drei verwendeten Liedern befindet sich UK ’82, aus dem Ice-T LA ’92 macht, eine Anspielung auf den Unruhen in Los Angeles 1992. Ice-T verzichtet in diesem Lied auf Rapgesang.
Faith No More hatten für ihren Beitrag mit Boo-Yaa T.R.I.B.E. zunächst die Idee, einen reinen Gesangtitel aufzunehmen, was der samoanischen Kultur entspreche. Das auf dem Soundtrack verwendete Lied entstand spontan im Studio. Es war das erste Lied, welches Faith No More ohne ihren Gitarristen Jim Martin veröffentlichten, auch wenn dieser noch in der Band war. Bassist Billy Gould spielte die Gitarre ein, während Sänger Mike Patton nur eine lautmalerische Gesangsmelodie beisteuerte. Kim Gordon von der Band Sonic Youth steuerte bei der Kollaboration mit Cypress Hill den einzigen weiblichen Gesang des Soundtracks bei. Das im Lied besungene Mary Jane ist ein Slangausdruck für Marihuana.
Sir Mix-a-Lot erinnert sich, dass er bei den Aufnahmen mit Mudhoney sehr nervös gewesen sei, da er zum ersten Mal mit einer Band im Studio gestanden habe. Er hätte bereits vorher lange darüber nachgedacht, wann jemand Rock- und Rapmusik im großen Stil zusammenbringen würde, da beide Szenen sich ziemlich ähnlich seien.
Bei dem zweiten Beitrag von Cypress Hill ist Pearl-Jam-Sänger Eddie Vedder aus unbekannten Gründen nicht zu hören. Sen Dog von Cypress Hill gab an, bereits vor den Aufnahmen mit den Musikern von Pearl Jam befreundet zu sein.
Eigentlich waren zwölf Lieder für den Soundtrack eingeplant. Das Lied Can’t Kill the Revolution von den Bands Rage Against the Machine und Tool war eingeplant, wurde jedoch nicht verwendet. Beide Bands waren mit dem Ergebnis unzufrieden.

## Titelliste
| Nr. | Titel                      | Rockkünstler    | Rapkünstler               | Länge |
| --- | -------------------------- | --------------- | ------------------------- | ----- |
| 1   | Just Another Victim        | Helmet          | House of Pain             | 4:23  |
| 2   | Fallin’                    | Teenage Fanclub | De La Soul                | 4:28  |
| 3   | Me, Myself & My Microphone | Living Colour   | Run-D.M.C.                | 3:10  |
| 4   | Judgment Night             | Biohazard       | Onyx                      | 4:35  |
| 5   | Disorder                   | Slayer          | Ice-T                     | 4:58  |
| 6   | Another Body Murdered      | Faith No More   | Boo-Yaa T.R.I.B.E.        | 4:24  |
| 7   | I Love You Mary Jane       | Sonic Youth     | Cypress Hill              | 3:52  |
| 8   | Freak Momma                | Mudhoney        | Sir Mix-a-Lot             | 4:00  |
| 9   | Missing Link               | Dinosaur Jr.    | Del tha Funkee Homosapien | 3:59  |
| 10  | Come & Die                 | Therapy?        | Fatal                     | 4:27  |
| 11  | Real Thing                 | Pearl Jam       | Cypress Hill              | 3:33  |

## Rezeption

### Rezensionen
In zeitgenössischen Rezensionen wurde der Soundtrack positiv bewertet. Frittz  Loch vom deutschen Magazin Rock Hard schrieb von „der Verbindung des Jahres“, die „Crossover der Güteklasse praktiziert“. Das Album wäre „für den Fan einer jeden dieser Bands ein Muss“ und erhielt acht von zehn Punkten. Dimitri Ehrlich vom US-amerikanischen Magazin Rolling Stone beschrieb „das Konzept der Mischehe zwischen den beiden vorrangigen Formen der Jugendkulturmusik als eine weitestgehend unerschlossene Quelle des kreativen Austausches“. Das Magazin Entertainment Weekly könne sich „nicht für den Film verbürgen, jedoch sei der Soundtrack ein Muss“.

### Chartplatzierungen
Der Soundtrack erreichte Platz 17 der US-amerikanischen, Platz 38 der deutschen und Platz 44 der Schweizer Albumcharts. Zwei Singles konnten sich in den britischen Charts platzieren, und zwar Another Body Murdered von Faith No More und Boo-Yaa T.R.I.B.E. auf Platz 26 und Fallin’ von Teenage Fanclub und De La Soul auf Platz 59. Die beiden anderen veröffentlichten Singles Judgment Night von Biohazard und Onyx sowie Just Another Victim von Helmet und House of Pain konnten sich nicht in den Charts platzieren.

## Bedeutung
Jens Mayer vom deutschen Musikmagazin Visions bezeichnete Judgment Night als „Klassiker und Wegbereiter eines weltweiten Trends. Der Soundtrack wäre der frühe Höhe- und zugleich Scheitelpunkt des Genres Rap-Rock“. Laut Axel Horn von der deutschen Band Such a Surge hat der Sampler „ein Gefühl der Zeit aufgenommen und es weltweit auf die Spitze getrieben“. Er fügte allerdings hinzu, dass „weder Sound noch Idee wirklich neu waren“. Für Sen Dog von der Band Cypress Hill wurde mit dem Soundtrack ein neues Genre geboren. Judgment Night war „die Initialzündung, die den Blick der Leute auf Rap- und Metal-Bands verändert hat“. Christian Olde Wolbers (ex-Fear Factory) erklärte, dass die Musik auf Judgment Night sich für ihn „nicht nach etwas Neuartigem anhörte“, fand es aber „super, dass die beteiligten Acts ihre Stärken hier kombinierten“. James Greene, Jr. vom Onlinemagazin Pop Matters schrieb, dass der Soundtrack im Gegensatz zum Film beweist, dass die richtige Kombination von Rock und Rap fantastische Resultate erzielen kann. Diese Resultate führten in den späteren 1990er Jahren zum Nu Metal.
Im November 1993 wurde der Soundtrack von der Recording Industry Association of America für 500.000 verkaufte Einheiten mit einer Goldenen Schallplatte ausgezeichnet. Das deutsche Musikmagazin Visions veröffentlichte im August 2018 anlässlich des 25-jährigen Jubiläums des Soundtracks einen elfseitigen Artikel über die Entstehung des Albums wie auch der Geschichte des Crossovers aus Rap und Rock. Zudem wurden noch „25 Crossover-Alben für die Ewigkeit vorgestellt“. Happy Walters hingegen versuchte noch mit zwei weiteren Soundtracks, das Konzept von Judgment Night zu kopieren. Für den Film Spawn arbeiteten Rockbands mit Künstlern aus der elektronischen Musik zusammen, während bei Blade II Elektro- und Rapkünstler aufeinandertrafen. Beide Soundtracks waren weniger erfolgreich.